# Рудольф Флінцер
Рудольф Флінцер (нім. Rudolf Flinzer; 9 листопада 1889, Штольберг — 17 червня 1976, Опладен) — німецький офіцер, доктор інженерних наук (1927), оберст резерву вермахту (1 вересня 1943). Кавалер Лицарського хреста Залізного хреста з дубовим листям.

## Біографія
Учасник Першої світової війни. 25 серпня 1919 року демобілізований. Закінчив Вище технічне училище в Дрездені. 26 вересня 1939 року призваний в армію та призначений командиром 1-го батальйону 317-го піхотного полку 211-ї піхотної дивізії. Учасник Французької кампанії. З початку 1942 року брав участь в Німецько-радянській війні. З літа 1942 року командував 211-м польовим навчальним батальйоном. З 28 січня 1943 року — командир 317-го гренадерського полку. Відзначився у боях під Орлом на початку 1943 року. Під час радянського наступу влітку 1944 року його полк брав участь у боях з переважаючими силами супротивника. 29 вересня 1944 року призначений комендантом морської оборони Гук-ван-Голланд, де в 1945 році був взятий у полон британськими військами.

## Нагороди
- Залізний хрест
  - 2-го класу (18 вересня 1914)
  - 1-го класу (15 серпня 1915)
- Почесний хрест ветерана війни з мечами (5 жовтня 1935)
- Застібка до Залізного хреста
  - 2-го класу (21 травня 1940)
  - 1-го класу (6 червня 1942)
- Нагрудний знак «За участь у загальних штурмових атаках»
- Медаль «За зимову кампанію на Сході 1941/42» (27 серпня 1942)
- Лицарський хрест Залізного хреста з дубовим листям
  - лицарський хрест (6 квітня 1943)
  - дубове листя (№575; 5 вересня 1944)
- Німецький хрест в золоті (27 січня 1944)